# Ynez Seabury
Ynez Seabury (Portland, 26 giugno 1907 – Los Angeles, 11 aprile 1973) è stata un'attrice statunitense, nota soprattutto come attrice bambina nel cinema muto americano dal 1911 al 1912 (tra i 4 e 5 anni d'età) e quindi in ruoli di supporto come giovane attrice al cinema, in teatro e alla radio, fino agli anni quaranta.

## Biografia

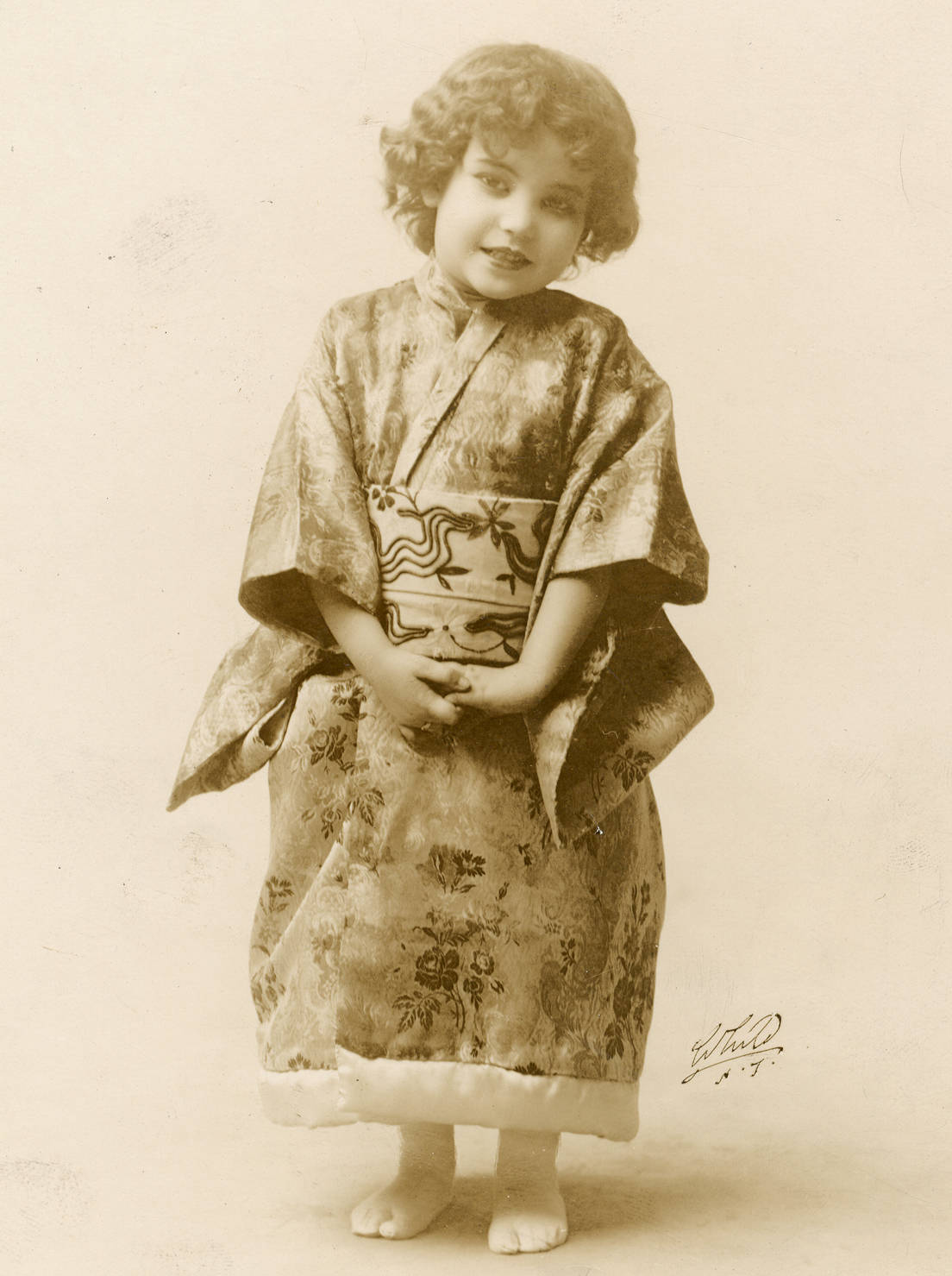

Nata nel 1907, Ynez Seabury apparteneva a una delle più antiche famiglie ispaniche della California. Entrambi i suoi genitori erano attori di teatro. 
Nel 1911-1912 fu tra gli attori bambini della Biograph Company. Lavorò in quattro film di David W. Griffith, incluso The Sunbeam, di cui fu protagonista e in cui interpretò il suo ruolo più importante come attrice bambina, che le valse l'inclusione nella Young Hollywood Hall of Fame. Nel dicembre dello stesso anno debuttò a Broadway nello spettacolo  Racketty-Packetty House al Children's Theatre.
Riprese a recitare nel cinema nel 1923 come giovane attrice in ruoli di supporto fino agli anni quaranta, partecipando a numerosi film diretti da Cecil B. DeMille. Negli anni dal 1936 al 1940 lavorò anche frequentemente alla radio nelle serie Lux Radio Theater e Dr. Christian.
L'ex attrice bambina che in Billy's Stratagem (1912) aveva interpretato con Edna Foster il ruolo di due fratellini di pionieri attaccati dai Mohawks, per le sue origini ispaniche si specializzò in parti di giovane nativa americana, da Slander the Woman (1923) e Red Clay (1924) a The Girl of the Golden West (1938). Nel 1928 interpretò un'eroina indiana anche in teatro a Los Angeles nel dramma His Blossom Bride di Richard Walton Tully. Per il suo impegno a favore dei diritti dei nativi americani, fu adottata nella tribù degli Hopi, dei quali condivise problemi e aspirazioni.
Lasciato il mondo dello spettacolo, morì nel 1973 all'età di 65 anni.

## Riconoscimenti
- Young Hollywood Hall of Fame[7]

## Filmografia parziale

### Cortometraggi
- Cuore d'avaro (The Miser's Heart), regia di David W. Griffith (1912)
- For His Son, regia di David W. Griffith (1912)
- Billy's Stratagem, regia di David W. Griffith (1912)
- The Sunbeam, regia di David W. Griffith (1912)
- All for a Lady, regia di Albert H. Kelley (1930)
- The Royal Bluff, regia di Stephen Roberts (1931)
- Peeking in Peking, regia di Harry Edwards (1931)
- False Impressions, regia di Leslie Pearce (1932)

### Lungometraggi
- Slander the Woman, regia di Allen Holubar (1923)
- Thundergate, regia di Joseph De Grasse (1923)
- Ladro d'amore (Cameo Kirby), regia di John Ford (1923) - non accreditata
- Borrowed Husbands, regia di David Smith (1924) - non accreditata
- When a Girl Loves, regia di Victor Halperin (1924)
- The Calgary Stampede, regia di Herbert Blaché (1925)
- Ship of Souls, regia di Charles Miller (1925)
- Red Clay, regia di Ernst Laemmle (1927)
- Dinamite (Dynamite), regia di Cecil B. DeMille (1929) - non accreditata
- Madame Satan, regia di Cecil B. DeMille (1930)
- The Drifter, regia di William A. O'Connor  (1932)
- Il segno della croce (The Sign of the Cross), regia di Cecil B. DeMille (1932) - non accreditata
- Rivelazione (Now and Forever), regia di Henry Hathaway (1934) - non accreditata
- Cleopatra, regia di Cecil B. DeMille (1934) - non accreditata
- Il raggio invisibile (The Invisible Ray), regia di Lambert Hillyer (1936) - non accreditata
- La città dell'oro (The Girl of the Golden West), regia di Robert Z. Leonard (1938)
- La via dei giganti (Union Pacific), regia di Cecil B. DeMille (1939) - non accreditata
- Giubbe rosse (North West Mounted Police), regia di Cecil B. DeMille (1940)
- Reap the Wild Wind, regia di Cecil B. DeMille (1942) - non accreditata
- Sansone e Dalila (Samson and Delilah), regia di Cecil B. DeMille (1949) - non accreditata